# 吉尔嘎朗镇
吉尔嘎朗镇，是中华人民共和国内蒙古自治区通辽市科尔沁左翼后旗下辖的一个乡镇级行政单位。

## 行政区划
吉尔嘎朗镇下辖以下地区：
吉尔嘎朗嘎查、包牤牛嘎查、达巴岱嘎查、毛仁塔拉嘎查、吉如干格日嘎查、准苏嘎查、协日勒阿吉日嘎嘎查、巴彦哈嘎嘎查、阿日花嘎查、敖都勒台嘎查、道伦格日嘎查、恩和岱嘎查、伊和淖尔嘎查、布拉根玛拉楚达嘎查、少敦艾勒嘎查、呼和淖尔嘎查、巴润恒日格嘎查、乌顺恒日格嘎查、乌顺艾勒嘎查、包尹嘎查、苏莫台苏嘎查、查申格日嘎查和额莫勒哈日乌苏嘎查。